# Tomasz Bisping
Tomasz Bisping (ur. ok. 1610, zm. przed 1665) – szlachcic i właściciel dóbr w województwie smoleńskim.
Syn założyciela polsko-litewskiej linii Bispingów i rotmistrza Stefana Batorego Jana i Katarzyny z Szeniawskich. Właściciel nadanych przez Władysława IV włości w pow. starodubowskim, m.in. Jakowlewicz, Borowicz i Mohilewki. Poległ broniąc twierdzy w Starodubiu przed kozakami. Miał synów Jana, Samuela i Michała. Jak podaje Adam Boniecki Tomasz miał trzech synów: Jana, Samuela i Michała. Minakowski ich narodziny datuje na lata 1640-1650 wyklucza więc to hipotezę rzekomej śmierci Tomasza w 1635 zmarł prawdopodobnie niedługo przed 1665 rokiem.